# Die Meistersinger von Nürnberg
Die Meistersinger von Nürnberg (tiếng Việt: Các ca sĩ bậc thầy của Nuremberg) là vở opera 3 màn, được viết lời và nhạc bởi Richard Wagner. Hoàn cảnh sáng tác của nó khá đặc biệt: Wagner, vì lo sợ cái khó mà Tristan und Isolde mang lại, nên đã sáng tác vở opera này. Tác phẩm phải trải qua một khoảng thời gian khó khăn mới được hoàn thành vì cha đẻ của nó được vua Ludwig II của Bayern ngưỡng mộ quá mức nên bị ghen ghét. Wagner bắt buộc phải sang Thụy Sĩ và hoàn thành vở opera Die Meistersinger von Nürnberg trong một sự đỡ đầu mới. Tuy nhiên, sự giúp đỡ của chính vua Ludwig mà tác phẩm được trình diễn tại Munich vào năm 1868. Tuy nhiên, nhiều nhà phê bình âm nhạc cho rằng âm nhạc của tác phẩm quá khó hiểu.

## Âm thanh
| Đoạn Morgenlich leuchtend im rosigen Schein từ vở Die Meistersinger von Nürnberg của Wagner, do Leo Slezak biểu diễn |  |
| |  |
| |  |